# جمال باپتیسته
جمال باپتیسته (انگلیسی: Jamal Baptiste؛ زادهٔ ۱۱ نوامبر ۲۰۰۳) بازیکن فوتبال است.
وی همچنین در تیم‌های ملی فوتبال زیر ۱۷ سال انگلستان بازی کرده‌است.